# ラガヴーリン蒸留所
ラガヴーリン蒸留所（ラガヴーリンじょうりゅうじょ、Lagavulin Distillery [lægəˈvuːlɪn]）は、スコットランドのアイラ島にあるスコッチ・ウイスキーの蒸留所。ホワイトホースのキーモルトとして知られるほか、シングルモルトとしての評価も高く、「クマの抱擁」と喩えられるようなオイリーかつ重厚な味わいが特徴。

## 歴史

### 創業期

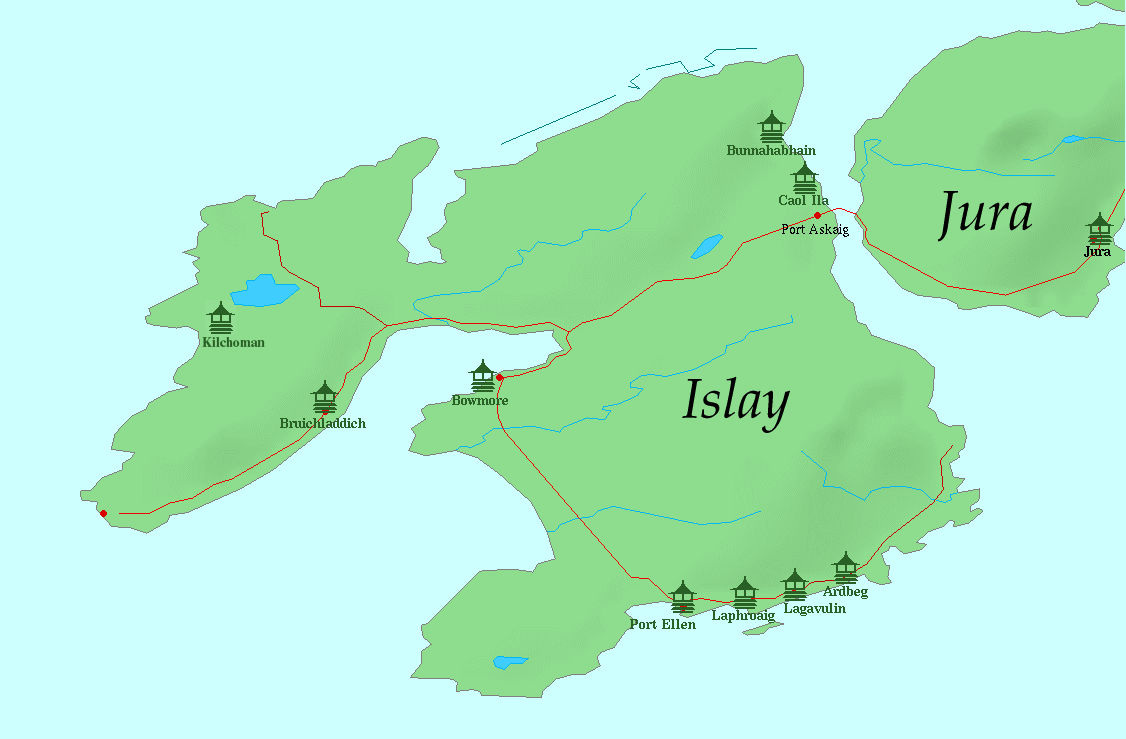
ラガヴーリン蒸留所はアイラ島の南部に位置する。

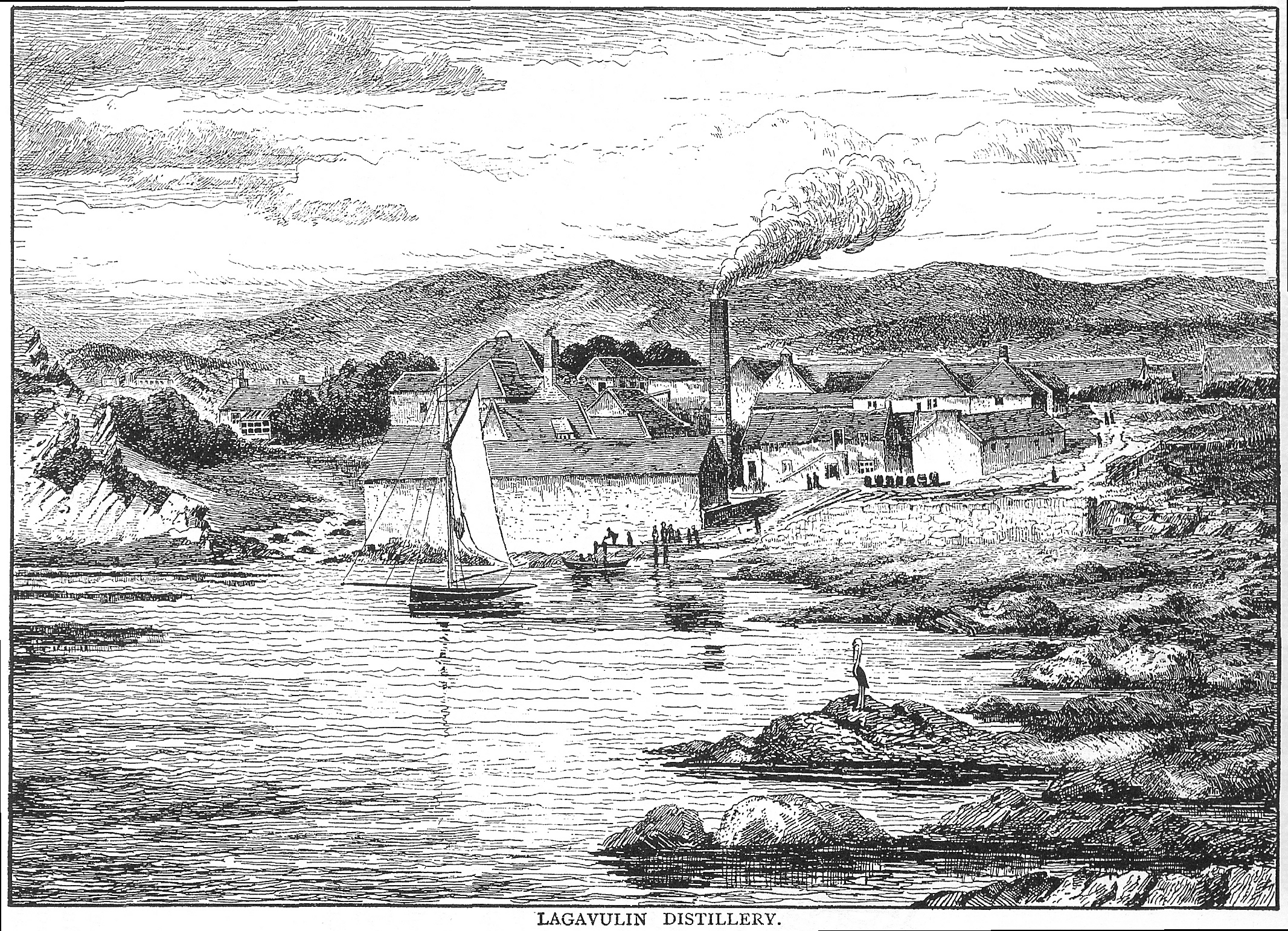
アルフレッド・バーナード著『Whisky Distilleries of the United Kingdom』(1887年)で描かれたラガヴーリンの絵。

ラガヴーリン蒸溜所の始まりは1742年に創業された密造所である。ラガヴーリンの近辺は湿地帯であり、なおかつ目の前の海は岩礁地帯で船による立ち入りが困難だったことから密造に非常に適した立地であり、近隣には他に10軒もの密造所がひしめいていた。その後1816年にジョン・ジョンストンが周囲の密造所らと協力して蒸留のライセンスを得て合法蒸溜所となり、その際に「ラガヴーリン」と名付けられた。ラガヴーリンはゲール語で"Lag a' Mhuilinn"と表記し、日本語で「水車小屋のある窪地」を意味する。ジョン・ジョンストン死後の1836年にはグラスゴーのワイン&スピリッツ商、アレクサンダー・グラハムがラガヴーリンの所有者となり、隣にあったアードモア蒸留所を合併した。なお、この時点で近隣の他の蒸留所は廃業していた。

### ピーター・マッキー時代

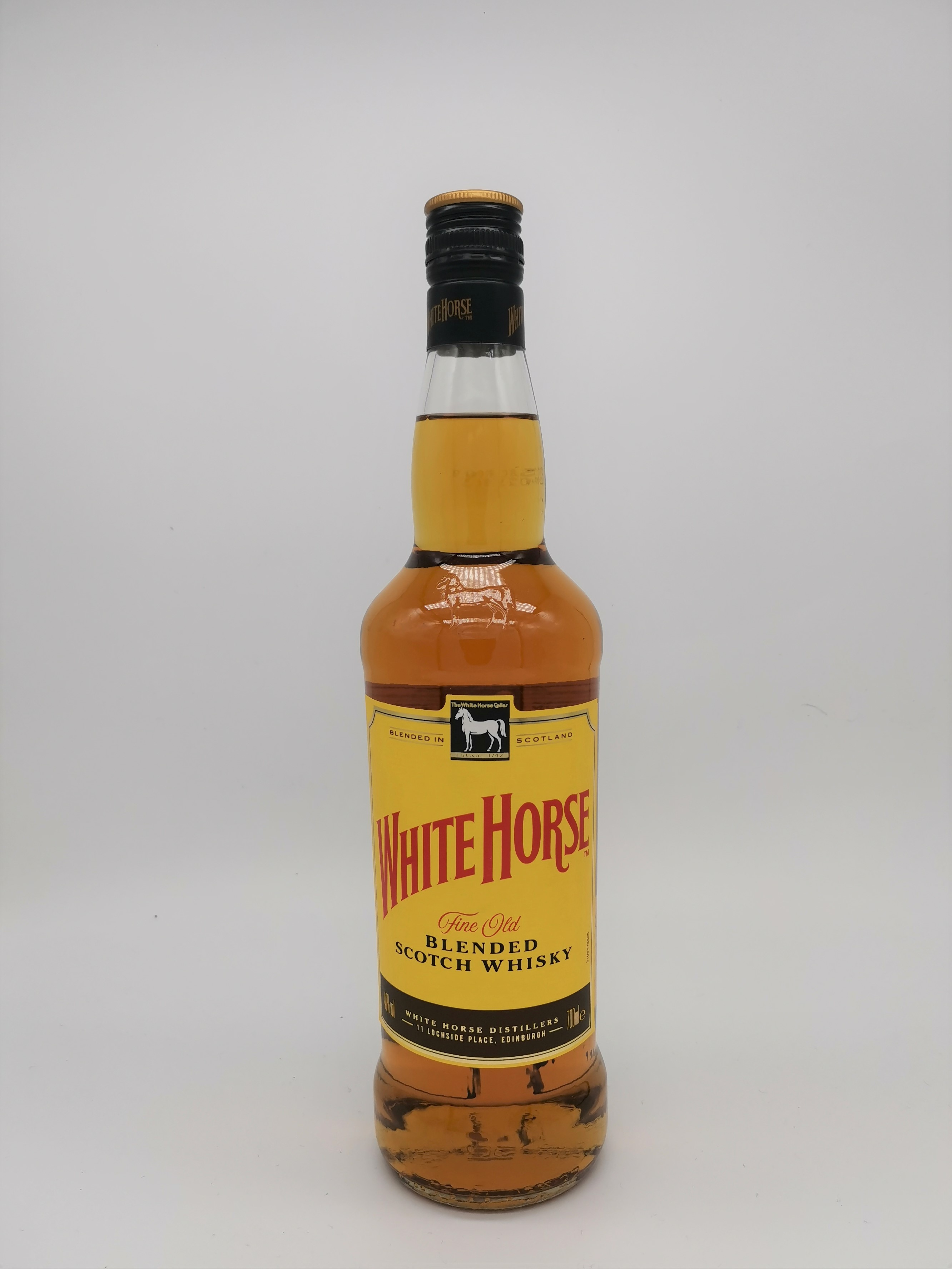
ホワイトホース

アレクサンダー・グラハムの手に渡った後は、1852年にジョン・クロフォード・グラハムが、1867年にジェームズ・ローガン・マッキーが蒸留所の所有者となった。なお「ホワイトホース」の長熟ラインナップの「ローガン」というウイスキーは彼の名前にちなんでいる。
1878年にはジェームズの甥のピーター・マッキーが蒸留所で修行を開始した。そして1889年にジェームズが亡くなりピーターが蒸留所を相続すると同年に株式会社化し、翌1890年にブレンデッドウイスキーのホワイトホースを発売した。このホワイトホースが1908年に国際大会でグランプリを受賞し、同年に王室御用達の指定を受けるなど好評を博し、ピーターのもとでラガヴーリンは発展していく。ピーターは高い経営手腕をもつ一方でその性格については様々なエピソードがある。勤勉な姿勢は「レストレス・ピーター」（不眠不休のピーター）と評される一方、職人たちの食事にこっそりプロテインを混ぜて筋力アップを図るなどの奇行に出ることもあり、「3分の1は天才、3分の1は誇大妄想、3分の1はエキセントリック」と評される特異な人柄であったとされている。なお、ピーターは1918年当時キャンベルタウンのヘーゼルバーン蒸留所を所有していたが、この時ウイスキー作りの実習先を探していた竹鶴政孝をヘーゼルバーンに迎え入れている。
ラガヴーリンはこの当時、近隣の蒸留所の取りまとめ役として販売代理店業務を行っていたが、1908年にラフロイグ蒸溜所がそれまでのブレンド用原酒の販売からシングルモルト中心の販売へと経営方針を大きく転換し、その代理店契約を打ち切った。また、ホワイトホース向けの原酒供給も同様に打ち切られたため、これに反発したピーターは訴訟を起こすも敗訴に終わる。しかもこの判決に激怒したピーターはラフロイグの水路に石を投げ入れて塞ぎ、さらに訴えられて敗訴している。そこでピーターは1908年にラガヴーリンの敷地内にモルトミル蒸留所を建設した。この蒸留所はラフロイグとまったく同じウイスキーを作り同社のシェアを奪うという目的のもとに作られた。ラフロイグとまったく同一のポットスチルを作り、ラフロイグの技術者を引き抜くなどの行動に出たが、結局はラフロイグを再現することはできなかった。モルトミルのスチルはラガヴーリンのものよりも小型で麦芽の乾燥に使う燃料はピートのみであり、このことをMark Skipworthは「pre-industrial Islay distillers」（産業革命前のアイラ島の蒸留所）のようであったと述べている。モルトミル蒸留所はその後1962年に閉鎖し、ポットスチルはラガヴーリンに移設された。1998年にはモルトミルのモルティング施設がラガヴーリンのビジターセンターとして改装され、ビジターセンター内の試飲ができるバーは「モルトミル・バー」と名付けられた。

### DCL社による買収後
1924年にピーターが69歳で亡くなると、1927年にディスティラーズ・カンパニー・リミテッド社（DCL社）に買収される。その後はDCL社がユナイテッド・ディスティラーズ傘下になり、1997年にはギネスとグランドメトロポリタン社の合併で誕生したディアジオの傘下となる。なお、1941年には第二次世界大戦の影響で生産を中止している。
ユナイテッド・ディスティラーズ社時代の1988年に「クラシックモルト・シリーズ」のアイラ島代表としてシングルモルトウイスキーが発売された。評論家の土屋守はクラシックモルトシリーズがウイスキー界で果たした役割について「イギリスだけでなく全世界で話題となり、現在のシングルモルトブームをつくるきっかけとなった」と評している。

## 製造
ラガヴーリンの年間生産能力は253万リットルである。

### 麦芽・仕込み・発酵

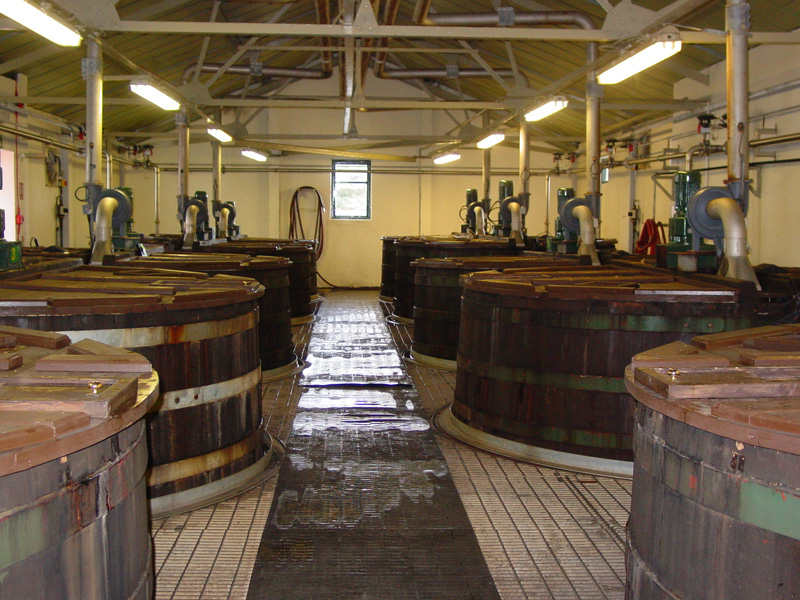
木製のウォッシュバック

仕込みは1回あたり麦芽4.4トンを消費し、1日に4回行われる。麦芽は1974年にフロアモルティングが廃止されて以来ポートエレン蒸留所製のフェノール値38 ppmの麦芽を使用している。なお、この麦芽はカリラ蒸留所が使っているものと全く同じである。麦芽を粉砕するモルトミルはポ―ティアス社製のものを使用している。
マッシュタン（糖化槽）はステンレス製で、一度におよそ21000リットルの麦汁を生産できる。
仕込み水には蒸留所背後の丘にあるソラン湖の湧き水を使用している。この水は泥炭層を通って湧いているため濃い泥炭色をしており、評論家の土屋守はこの水がラガヴーリンの個性的な味わいに影響を与えていると述べている。
ウォッシュバック（発酵槽）は伝統的な木桶で、カラマツ製のものが計10基ある。それぞれの容量はおよそ21500リットル。発酵に使う酵母はマウリ社製のウイスキー酵母で、ひとつの発酵槽に100リットルを投入する。発酵時間は平均55時間で、この発酵時間に優雅かつフローラルな香りが育まれる。もろみの度数は9%。

### 蒸留

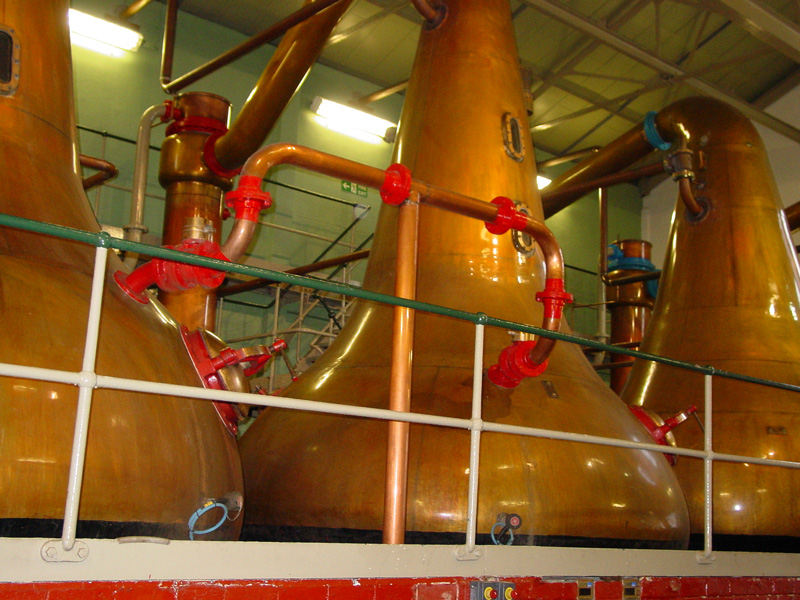
くびれのないオニオン型のポットスチル

ポットスチルは初留器と再留器がそれぞれ2基ずつある。すべてくびれのないタマネギ型のずんぐりとした形状であり、小型ながら比較的背が高く、ラインアームは急角度で斜め下を向いている。ポットスチルの加熱方式は蒸気熱による間接式で、冷却はシェル&チューブのコンデンサによる。
蒸留工程では、発酵槽1基のもろみを2分割して初留器に投入し、5時間の初留を行う。このように初留器2基から得られた蒸留液を1基の再留器に投入する。初留2基ぶんの蒸留液を再留1基に投入するため、再留にかかる時間は11時間と長めである。ポットスチルの形状と蒸留時間についてラガヴーリンの職員は「くびれのないずんぐりとしたシェイプと、長い時間をかけて行うスローディスティレーションが、リッチで力強い風味を生んでくれる」と述べている。評論家のマイケル・ジャクソンは、蒸留に時間をかけることでもろみが銅に触れる時間が長くなり、このことがラガヴーリンの特徴ある味わいにつながっていると推測している。ミドルカットは78～61%と長め、特に下限が61度と低めであるが、これはスモーキーな味わいにつながるフェノール成分が低い度数で出てくるためである。カリラ蒸留所と同じ麦芽を使っているが、ラガヴーリンはこの工程によってカリラ以上にリッチでスモーキーかつオイリーな味わいとなっている。

### 熟成

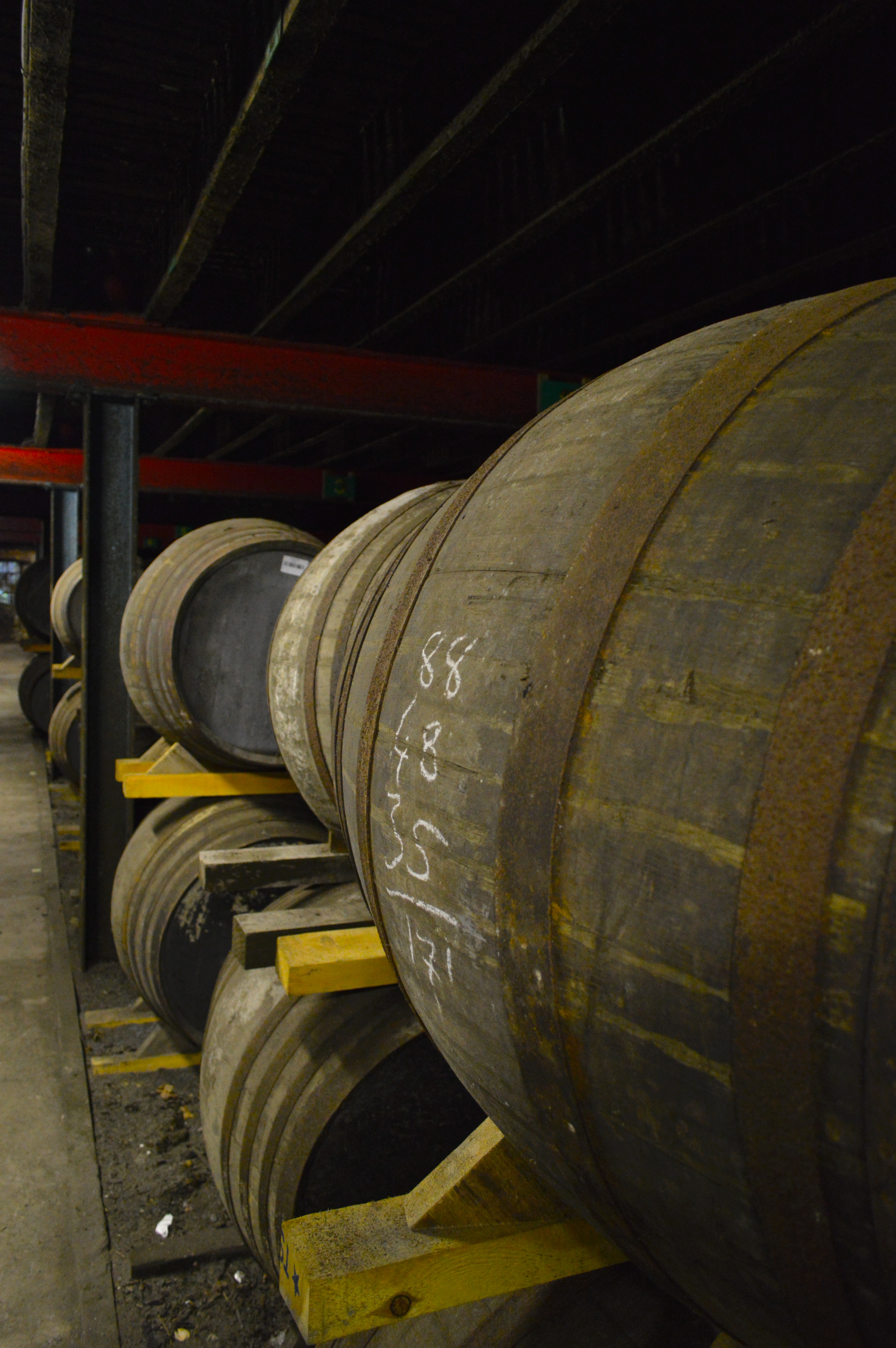
熟成庫

アイラ島では5000樽ほどしか熟成しておらず、生産された原酒のほとんどはスコットランド本土のアロアにある集中熟成庫で熟成されている。

## 製品

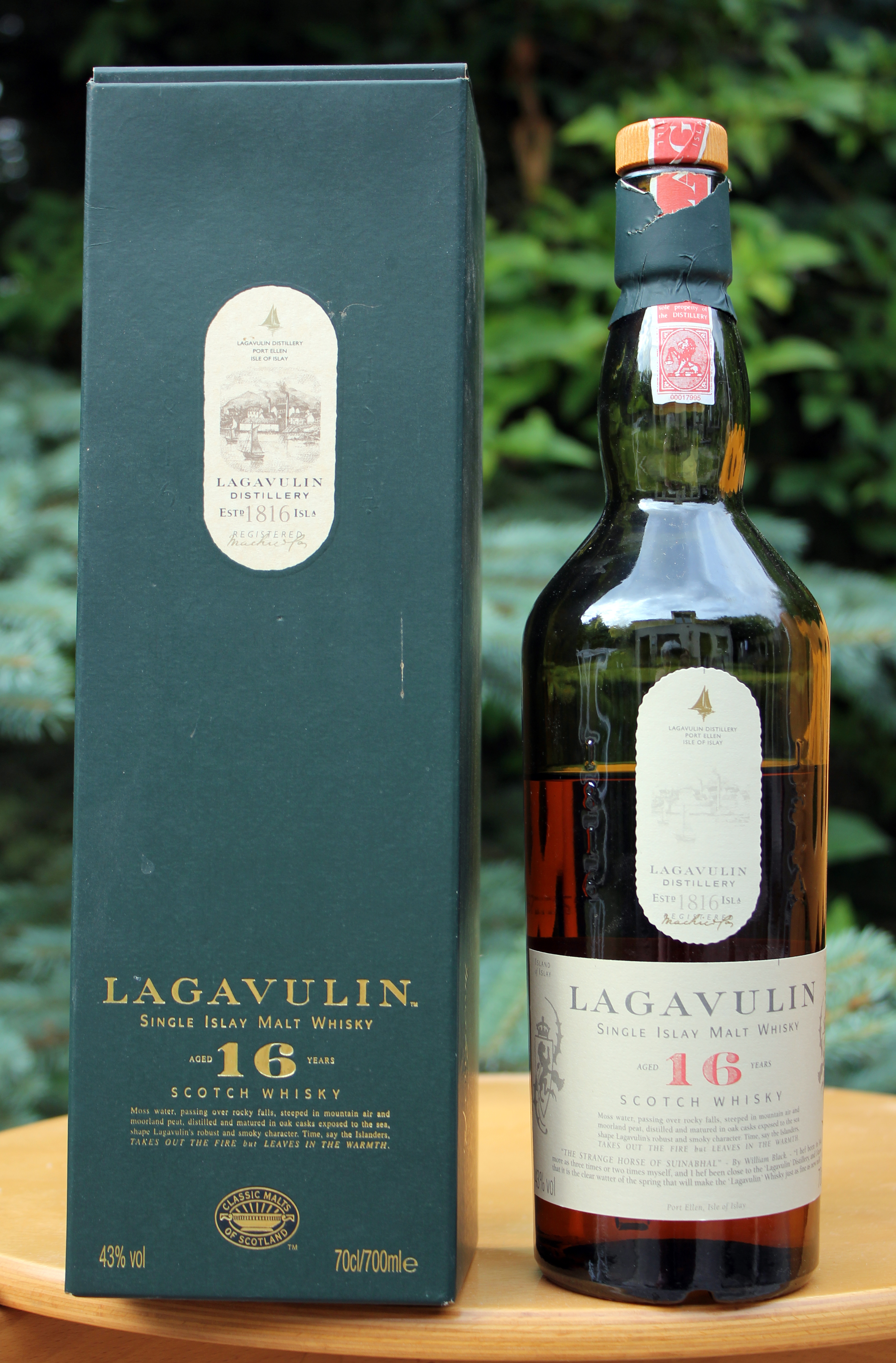
ラガヴーリン16年

ラガヴーリンの原酒はホワイトホースのキーモルトとして知られているが、一方で2017年現在は原酒の85%がシングルモルトとしてボトリングされている。

### 現行のラインナップ

#### ラガヴーリン16年
ラガヴーリンを代表するボトル。ユナイテッド・ディスティラーズ傘下時代の1988年に「クラシックモルト・シリーズ」のアイラ島代表としてリリースされたのが始まりであり、2020年現在もなお熟成年数とラベルを変えずに販売され続けている。評論家のマイケル・ジャクソンはラガヴーリン16年のオイリーで重厚な味わいを「クマの抱擁」と喩えている。また、テイスティングスコアは95点で、これは96点のボトルに次ぐ同書内で同率2位のスコアである 。評論家の土屋守はラガヴーリン16年を下記のようにテイスティングしている。

#### ラガヴーリン8年
ラガヴーリン8年はもともと創立200周年記念で2016年に限定発売されたものが定番商品化した。8年熟成とした理由は、1885年にラガヴーリンを訪れたアルフレッド・バーナードがその時に8年熟成のものを飲んだことに由来し、ラベルにはアルフレッド・バーナードの文章が載せられている。Whisky Worldテイスターの吉村宗之は「やや若さを感じるが、トータルバランスがよくボディもある。フレーバーはスパイシーで、とろりと甘い」と評している。

### 主な限定品

#### ラガヴーリン ディスティラーズ・エディション ダブルマチュアード

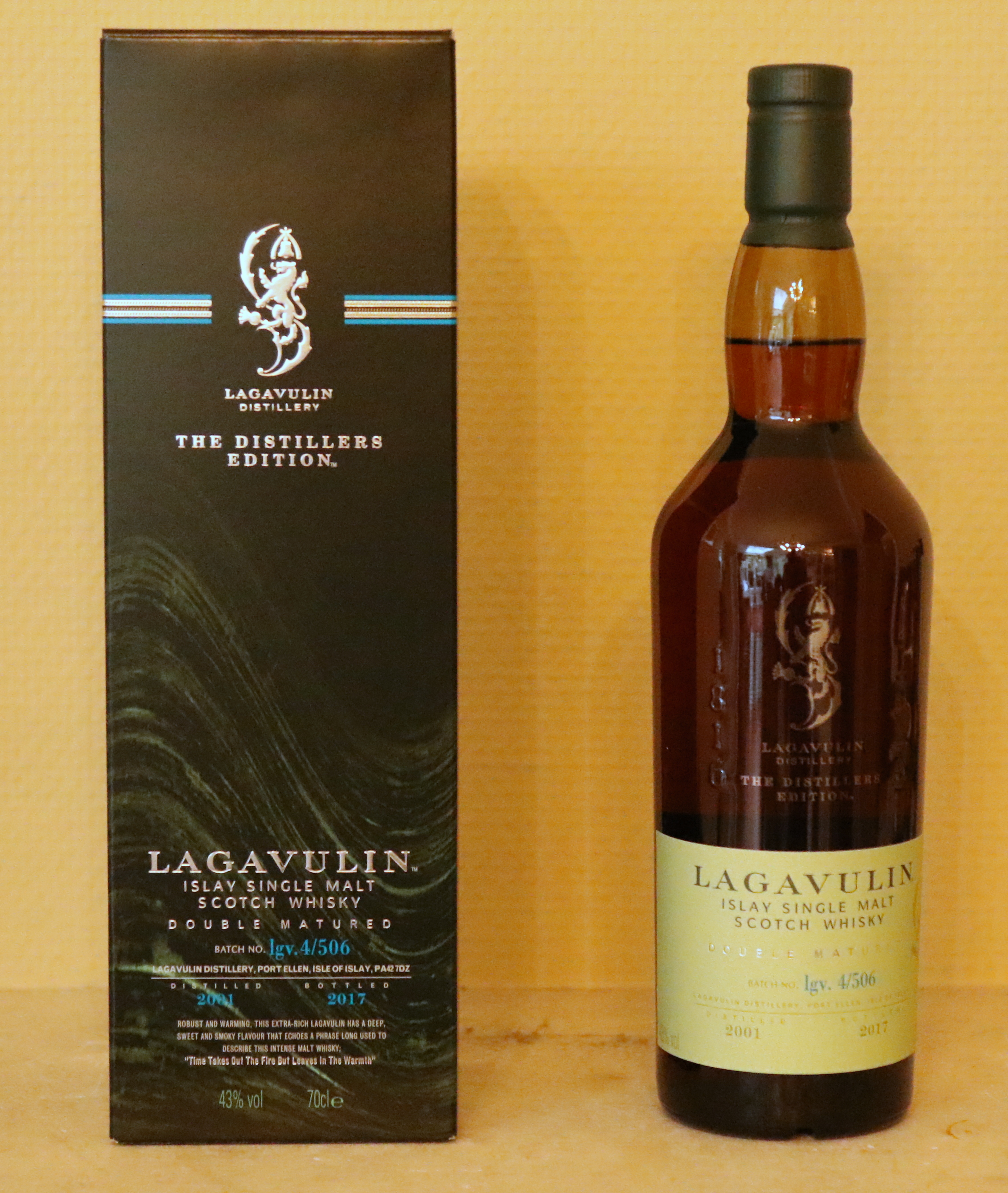
ラガヴーリン ディスティラーズ・エディション ダブルマチュアード 2001年蒸留2017年ボトリング

ラガヴーリン ディスティラーズ・エディション ダブルマチュアードは1997年以降毎年、ディアジオから限定品として発売されている製品である。ディスティラーズ・エディションシリーズは通常のオフィシャルボトルとは異なりシェリーもしくはワインの樽でカスクフィニッシュが施されているのが特徴であり、ラガヴーリンはペドロヒメネス・シェリー樽によるフィニッシュを経ている。評論家のマイケル・ジャクソンは、1997年の発表当初は濃厚な味わいのラガヴーリンにシェリー樽の中でも特に力強いペドロヒメネス樽を合わせてしまうと互いの個性を殺し合ってしまうのではないかと懸念していたというが、2005年の『モルトウイスキー・コンパニオン 改訂第5版』ではその味わいを「クリンチ状態でパンチを出し合っている重量級ボクサーのよう」と述べており、同書内でラガヴーリン16年と並ぶ95点の評価を与えている。ライターのドミニク・ロスクロウは本品を「シェリー樽がコクと強度、そして付加的な甘みを与えているが、ピートの効果が一切損なわれていないのが見事だ」と評している。

### 使用されているブレンデッドウイスキー
- ホワイトホース[1]
- ジョニーウォーカー ブラックラベル12年[16]

## 評価
ラガヴーリンのシングルモルトの販売量は年間およそ220万本であり、2021年時点でアイラ島の蒸留所の中ではラフロイグに次ぐ第2位の売上となっている。

### 風味
評論家のマイケル・ジャクソンはラガヴーリンのハウススタイルをドライ、スモーキー、複雑、気付け薬あるいは寝酒。と評している。評論家の土屋守はラガヴーリンの特徴を「強いピート香、潮、海藻の香り」「重厚かつなめらか、ベルベットのような口当たり」と延べ、「全モルトウィスキーのなかでも巨人的な存在」「銘酒中の銘酒」と評している。

### 受賞歴
アルティメット・スピリッツ・チャレンジ(USC)では、ラガヴーリン16年が2018年から2022年にかけて95～96点のスコアを獲得し、毎年チェアマンズトロフィー（最高賞）の最終選考に残っている。また、ラガヴーリン8年は2018年に同賞のアイラシングルモルト部門でチェアマンズトロフィーを獲得している。

## 文化での言及
- NBCのドラマ『パークス・アンド・レクリエーション』の登場人物・ロン・スワンソン（英語版）はラガヴーリンの愛飲家という設定であり、ロンを演じるニック・オファーマンおよび同ドラマで制作指揮を務めるマイケル・シュア（英語版）が好むウイスキーでもある[44]。このことがきっかけでディアジオとオファーマンのコラボが行われ、2019年には「ラガヴーリン オファーマンエディション 11年」が、2021年には「ラガヴーリン オファーマンエディション ギネスカスクフィニッシュ」が発売された[45]。
- 映画『天使の分け前』は、幻の蒸留所とされるモルトミル蒸留所の原酒が入った樽がバルブレア蒸留所（英語版）で見つかったというストーリーになっており、モルトミルが作中で重要な役割を果たしている[46]。